# Wilhelmshaven
Wilhelmshaven város a németországi Alsó-Szászországban. Németország északi-tengeri partvidékének nyugati részén helyezkedik el.

## Története
Wilhelmshaven egy viszonylag új város, a német viszonyokhoz képest. A várost I. Vilmos alapította 1869-ben, hogy a fejlődő porosz tengerészetnek legyen egy támaszpontja.
1383-ban a leendő város helyén egy kastély állt, a Sibetsburg. A kastélyt kalózok birtokolták, majd 1433-ban a Hanza-szövetség lerombolta azt. Négy évszázaddal később a Porosz Királyság egy erős flotta létrehozását tervezte, és szükségessé vált számára egy kikötőváros jelenléte az Északi-tenger partján. 1853-ban Adalbert porosz herceg szerződést kötött az Oldenburgi Nagyhercegséggel, melyben a nagyhercegség, 3,13 km² part menti területet ad át Poroszországnak. Tizenhat évvel később I. Vilmos megalapította a nevét viselő várost, Wilhelmshavent.
Wilhelmshaven az egyik legfontosabb kikötővé nőtte ki magát az elkövetkező években. Az Oldenburgi Nagyhercegség szintén hasznot húzott a kikötővárosból, és a nagyhercegség területén, Wilhelmshaven mellett megalapították Rüstringen városát. A két város 1937-ben egyesült.
A második világháború során Wilhelmshaven volt a Kriegsmarine legfontosabb támaszpontja. Ennek következtében a szövetségesek számos légicsapást mértek a városra, amelyek során a város épületeinek kétharmada megsemmisült. A város helyörsége 1945. május 5-én adta meg magát az 1. Lengyel Páncélos Hadosztálynak.

## Wilhelmshaven ma

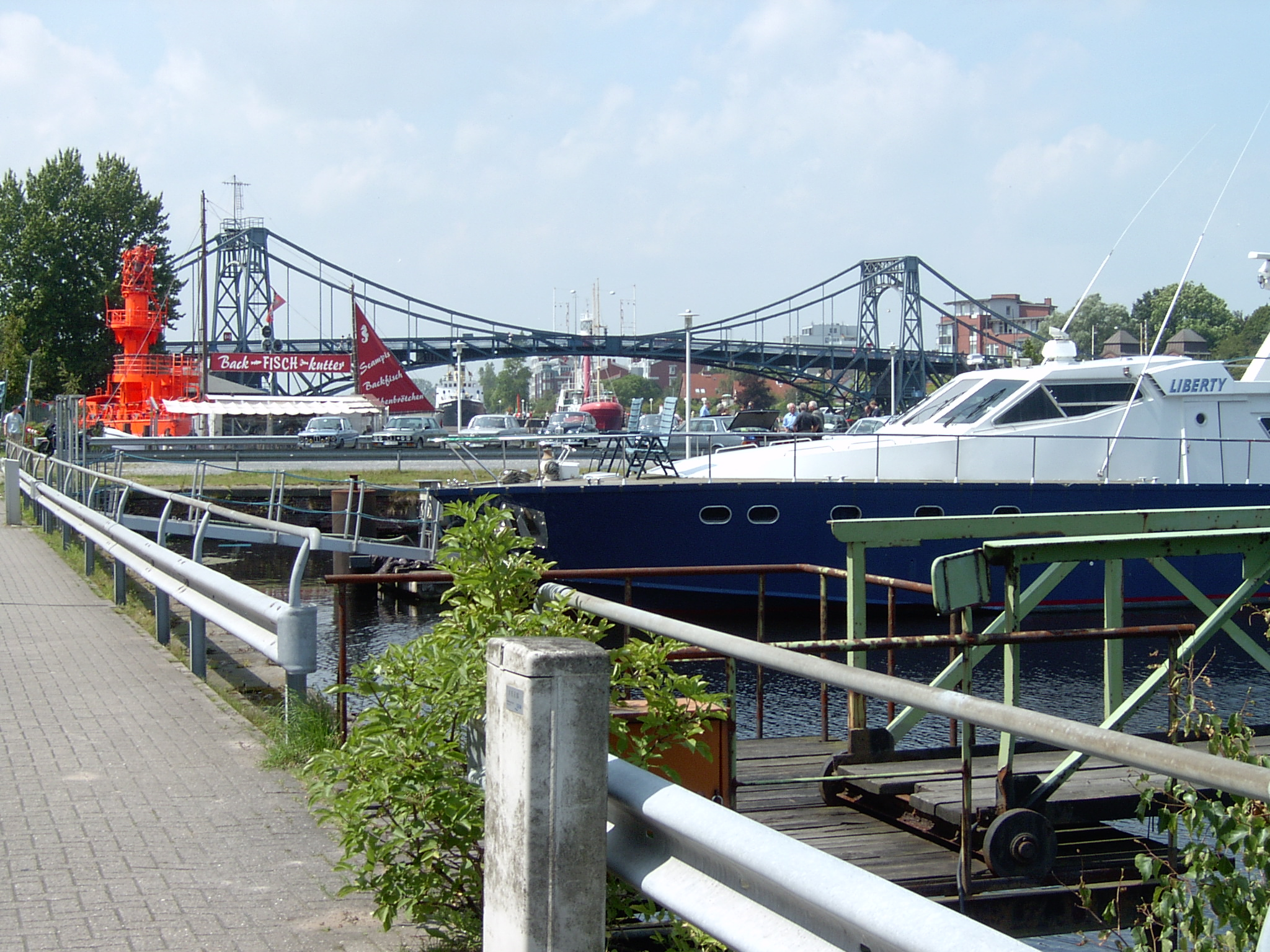
Vilmos császár-híd

A háború után a város már nem csak kizárólag hadi, hanem kereskedelmi és turisztikai kikötőként is funkcionált. Mára Wilhelmshaven ismét a legnagyobb német tengerészeti bázissá vált az Északi-tenger partján. Wilhelmshaven a harmadik legnagyobb német kikötő, Hamburg és Bréma után. A kikötőben főként olajipari termékek szállítása folyik. A haditengerészet mellett a város legnagyobb munkaadói a vegyipari cégek és finomítók. Ennek ellenére Németország nyugati részén Wilhelmshavenben az egyik legnagyobb a munkanélküliség aránya. A tankállomások és az olajfinomítók, csővezetékeken keresztül össze vannak kötve más német ipari központokkal is. A város ezenkívül otthont ad egy mérnöki és üzleti egyetemnek is.
A város fejlesztésének négy előirányzott fejlesztési terve:
- A JadeWeserPort project mely során 2006 és 2010 között a kikötőt alkalmassá tennék a legnagyobb szállítóhajók fogadására.
- A vegyipar további fejlesztése
- Cseppfolyós gáz-tároló építése
- Partmenti autópálya építése, mellyel összekötnék az északnyugati ipari központokat, az Elba az Ems és a Weser folyók környékén

## Látnivalók

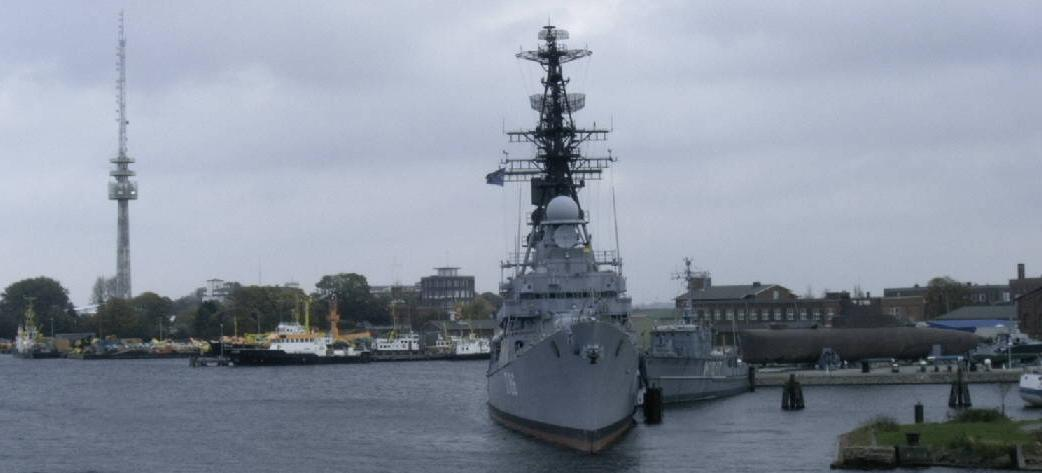
A haditengerészeti múzeum.

Wilhelmshavenben található egy akvárium melyben az Északi-tenger őshonos élőlényei tekinthetőek meg. A város híres építménye a 159 m hosszú Kaiser-Wilhelm-Brücke (Vilmos császár-híd), melyet 1908-ban építettek. 159 méteres hosszával ez a híd Európa egyik leghosszabb forgóhídja. A városban található ezenkívül egy haditengerészeti múzeum is, melyben megtekinthető a haditengerészet egykori rombolója a Mölders, egy tengeralattjáró, valamint számos kisebb hadihajó, melyek a német haditengerészet történetét mutatják be a 19. századtól kezdve.

## Testvérvárosok
- Franciaország Vichy, 1965 óta
- USA Norfolk, 1976 óta
- Skócia Dunfermline, 1979 óta
- Kína Qingdao, 1992 óta
- Németország Bad Harzburg, 1988 óta
- Lengyelország Bydgoszcz, 1990-es évek óta

## Híres szülöttei
- Hans Clarin (1929-2005), német színész, Pumukli hangja.